# Gabinete Sarrien
O Gabinete Sarrien foi o ministério formado por Ferdinand Sarrien em 14 de março de 1906 e dissolvido em 20 de outubro do mesmo ano. Foi o 46º gabinete da Terceira República Francesa, sendo antecedido pelo Gabinete Rouvier III e sucedido pelo Gabinete Clemenceau I.

## Contexto
Este ministério reuniu personalidades fortes, como Georges Clemenceau, Léon Bourgeois e Raymond Poincaré. O novo governo conseguiu resolver as agitações em consequência da lei de separação entre Igreja e Estado na França. Contudo, a partir de 14 de março, Ferdinand Sarrien enfrentou grandes movimentos sociais, reprimindo com muita severidade a grande greve dos mineiros do Norte, causada pela morte de 1.099 deles durante a "Catástrofe de Courrières", não hesitando em usar tropas para dispersar os trabalhadores. O ministério também encerrou definitivamente o "Caso Dreyfus", com Alfred Dreyfus sendo reintegrado ao Exército francês com a patente de líder de esquadrão, enquanto as cinzas de Émile Zola foram transferidas para o Panteão de Paris.
Sarrien renunciou em 20 de outubro de 1906, por motivos de saúde. Dias depois, o Presidente da República, Armand Fallières, nomeou Georges Clemenceau como o novo Presidente do Conselho de Ministros.

## Composição
- Presidente da República: Armand Fallières
- Presidente do Conselho de Ministros: Ferdinand Sarrien
- Ministro dos Estrangeiros: Léon Bourgeois
- Ministro da Justiça: Ferdinand Sarrien
- Ministro do Interior: Georges Clemenceau
- Ministro da Guerra: Eugène Étienne
- Ministro das Finanças: Raymond Poincaré
- Ministro da Marinha: Gaston Thomson
- Ministro da Instrução Pública e Cultos: Aristide Briand
- Ministro das Obras Públicas, Correios e Telégrafos: Louis Barthou
- Ministro da Agricultura: Joseph Ruau
- Ministro do Comércio, Trabalho e Indústria: Gaston Doumergue
- Ministro das Colônias: Georges Leygues